# سم دکر
سم دکر (انگلیسی: Sam Dekker؛ زادهٔ ۶ مهٔ ۱۹۹۴) بازیکن بسکتبال اهل ایالات متحده آمریکا است.
از باشگاه‌هایی که در آن بازی کرده‌است می‌توان به هیوستون راکتس اشاره کرد.
او در مسابقات کشوری و بین‌المللی در مجموع برندهٔ ۱ مدال طلا شده‌است.